# Anne Archet
Anne Archet (Montréal, 1977- ) est une auteure anarchiste canadienne, notamment connue pour ses ouvrages érotiques.

## Biographie
Pionnière du web québécois, elle publie des récits érotiques et des textes anarchistes polémiques depuis la fin des années 1990. De 2008 à 2014, elle publie des récits érotiques (Histoires d’Ooooh) dans le magazine FA. Son activité d’écriture se concentre sur le site Lubricités (depuis 2003) consacré à la littérature érotique et sur Le blog flegmatique d’Anne Archet (depuis 2008) où elle publie des textes anarchistes et féministes. Depuis mai 2017, elle tient un feuilleton intitulé Vie de licorne, un «web-roman à l’eau de rose qui raconte en dialogues l’histoire d’amour d’un trio polyamoureux». Hyphes, oeuvre en ligne qui est en perpétuelle écriture depuis 2022, est une œuvre hypertextuelle qui emprunte à la grammaire de Wikipédia. 
Son premier livre, intitulé Le Carnet écarlate, a été illustré par Mélanie Baillargé et son second, intitulé Amants, a été illustré par Mathilde Corbeil. Quant à son troisième (Perdre haleine), il a été illustré par Arielle Corbeau. 

## Œuvres
- Le Carnet écarlate – Fragments érotiques lesbiens, Éditions du remue-ménage (2014)
- Amants – Catalogue déraisonné de mes coïts en sept-cent quarante et une pénétrations, Éditions du remue-ménage (2017)
- Perdre haleine - Phrase autoérotique, Éditions du remue-ménage (2020)
- Le Vide : mode d'emploi, Lux Éditeur (2022)
- Angélique de Montbrun, Éditions du remue-ménage (2024) - sous le nom de Félicité Angers
- Sirventès, recueil de poésie à paraître chez Moult Éditeur (2025)